# Phillip Housley
Temple de la renommée : 2015
Temple de la renommée de l'IIHF : 2012
Temple de la renommée américain : 2003
Phillip Francis Housley (né le 9 mars 1964 à Saint Paul dans l'État du Minnesota aux États-Unis) est un joueur professionnel américain de hockey sur glace. Il évoluait au poste de défenseur.

## Carrière

### Carrière de joueur
Il a joué dans la Ligue nationale de hockey pour les Sabres de Buffalo, les Jets de Winnipeg, les Blues de Saint-Louis, les Flames de Calgary, les Devils du New Jersey, les Capitals de Washington, les Blackhawks de Chicago et pour finir sa carrière avec les Maple Leafs de Toronto.
Il était considéré par plusieurs, comme étant un des meilleurs défenseurs de l'histoire des États-Unis, au même niveau que Brian Leetch et Chris Chelios. Avec ses 338 buts, ses 894 passes et ses 1 232 points en carrière il est en 2008 le second meilleur pointeur derrière Mike Modano, qui l'a devancé le 7 novembre 2007. Ayant une rapidité et un talent naturel à la défense, il a sélectionné par les Sabres de Buffalo au premier tour, en 6e position lors du repêchage d'entrée dans la LNH 1982. Surtout reconnu comme étant un défenseur-offensif, ce défenseur n'a jamais remporté le trophée James-Norris remis au meilleur défenseur de la ligue ni la Coupe Stanley. Il manque de remporter la coupe avec les Capitals en 1998, mais ils perdent en finale en 4 matchs face aux Red Wings de Détroit. Le 21 janvier 2000, il dépasse la marque pour le plus de matchs joués par un américain, dépassant le record de Craig Ludwig avec 1 257 matchs. Mais sept ans plus tard, Chris Chelios dépasse la marque de 1 495 matchs joués par Phil Housley.

### Carrière internationale
Il a représenté les États-Unis sur la scène internationale. Il a remporté la Coupe du monde, organisée par la LNH, avec l'équipe américaine en 1996 et une médaille d'argent lors des Jeux olympiques d'hiver de 2002 ayant eu lieu à Salt Lake City dans son pays natal.

### Après carrière
Aujourd'hui, son nom a été introduit au Temple de la renommée des États-Unis et aussi à celui des Sabres de Buffalo. Il est désormais entraineur des Ponies de Stillwater, à un collège de Stillwater dans le Minnesota de 2004 à 2013.
À la suite de la saison 2007-2008, il reçoit le trophée Lester-Patrick en compagnie de Brian Burke, Ted-Lindsay  et Bob Naegele pour leur implication pour le hockey américain.
En mai 2013, il est nommé entraîneur adjoint des Predators de Nashville. Il fait son entrée au Temple de la renommée du hockey en 2015.
Le 15 juin 2017, il devient le 18e entraîneur-chef des Sabres de Buffalo.

## Statistiques
Pour les significations des abréviations, voir Statistiques du hockey sur glace.

### En club
| Saison     | Équipe                 | Ligue      |       | Saison régulière | Saison régulière | Saison régulière | Saison régulière | Saison régulière |    | Séries éliminatoires | Séries éliminatoires | Séries éliminatoires | Séries éliminatoires | Séries éliminatoires |
| Saison     | Équipe                 | Ligue      | PJ    | B                | A                | Pts              | Pun              | PJ               | B  | A                    | Pts                  | Pun                  |                      |                      |
| 1980-1981  | South St. Paul High    | USHS       | 18    | 28               | 26               | 54               | -                | -                | -  | -                    | -                    | -                    |                      |                      |
| 1980-1981  | Vulcans de Saint-Paul  | USHL       | 6     | 7                | 7                | 14               | 6                | 10               | 5  | 5                    | 10                   | 0                    |                      |                      |
| 1981-1982  | South St. Paul High    | USHS       | 22    | 31               | 34               | 65               | 18               | -                | -  | -                    | -                    | -                    |                      |                      |
| 1982-1983  | Sabres de Buffalo      | LNH        | 77    | 19               | 47               | 66               | 39               | 10               | 3  | 4                    | 7                    | 2                    |                      |                      |
| 1983-1984  | Sabres de Buffalo      | LNH        | 75    | 31               | 46               | 77               | 33               | 3                | 0  | 0                    | 0                    | 6                    |                      |                      |
| 1984-1985  | Sabres de Buffalo      | LNH        | 73    | 16               | 53               | 69               | 28               | 5                | 3  | 2                    | 5                    | 2                    |                      |                      |
| 1985-1986  | Sabres de Buffalo      | LNH        | 79    | 15               | 47               | 62               | 54               | -                | -  | -                    | -                    | -                    |                      |                      |
| 1986-1987  | Sabres de Buffalo      | LNH        | 78    | 21               | 46               | 67               | 57               | -                | -  | -                    | -                    | -                    |                      |                      |
| 1987-1988  | Sabres de Buffalo      | LNH        | 74    | 29               | 37               | 66               | 96               | 6                | 2  | 4                    | 6                    | 6                    |                      |                      |
| 1988-1989  | Sabres de Buffalo      | LNH        | 72    | 26               | 44               | 70               | 47               | 5                | 1  | 3                    | 4                    | 2                    |                      |                      |
| 1989-1990  | Sabres de Buffalo      | LNH        | 80    | 21               | 60               | 81               | 32               | 6                | 1  | 4                    | 5                    | 4                    |                      |                      |
| 1990-1991  | Jets de Winnipeg       | LNH        | 78    | 23               | 53               | 76               | 24               | -                | -  | -                    | -                    | -                    |                      |                      |
| 1991-1992  | Jets de Winnipeg       | LNH        | 74    | 23               | 63               | 86               | 92               | 7                | 1  | 4                    | 5                    | 0                    |                      |                      |
| 1992-1993  | Jets de Winnipeg       | LNH        | 80    | 18               | 79               | 97               | 52               | 6                | 0  | 7                    | 7                    | 2                    |                      |                      |
| 1993-1994  | Blues de Saint-Louis   | LNH        | 26    | 7                | 15               | 22               | 12               | 4                | 2  | 1                    | 3                    | 4                    |                      |                      |
| 1994-1995  | Flames de Calgary      | LNH        | 43    | 8                | 35               | 43               | 18               | 7                | 0  | 9                    | 9                    | 0                    |                      |                      |
| 1995-1996  | Flames de Calgary      | LNH        | 59    | 16               | 36               | 52               | 22               | -                | -  | -                    | -                    | -                    |                      |                      |
| 1995-1996  | Devils du New Jersey   | LNH        | 22    | 1                | 15               | 16               | 8                | -                | -  | -                    | -                    | -                    |                      |                      |
| 1996-1997  | Capitals de Washington | LNH        | 77    | 11               | 29               | 40               | 24               | -                | -  | -                    | -                    | -                    |                      |                      |
| 1997-1998  | Capitals de Washington | LNH        | 64    | 6                | 25               | 31               | 24               | 18               | 0  | 4                    | 4                    | 4                    |                      |                      |
| 1998-1999  | Flames de Calgary      | LNH        | 79    | 11               | 43               | 54               | 52               | -                | -  | -                    | -                    | -                    |                      |                      |
| 1999-2000  | Flames de Calgary      | LNH        | 78    | 11               | 44               | 55               | 24               | -                | -  | -                    | -                    | -                    |                      |                      |
| 2000-2001  | Flames de Calgary      | LNH        | 69    | 4                | 30               | 34               | 24               | -                | -  | -                    | -                    | -                    |                      |                      |
| 2001-2002  | Blackhawks de Chicago  | LNH        | 80    | 15               | 24               | 39               | 34               | 5                | 0  | 1                    | 1                    | 4                    |                      |                      |
| 2002-2003  | Blackhawks de Chicago  | LNH        | 57    | 6                | 23               | 29               | 24               | -                | -  | -                    | -                    | -                    |                      |                      |
| 2002-2003  | Maple Leafs de Toronto | LNH        | 1     | 0                | 0                | 0                | 2                | 3                | 0  | 0                    | 0                    | 0                    |                      |                      |
| Totaux LNH | Totaux LNH             | Totaux LNH | 1 495 | 338              | 894              | 1 232            | 822              | 85               | 13 | 43                   | 56                   | 36                   |                      |                      |

### En équipe nationale
| Année | Compétition                 |    | PJ | B | A | Pts | Pun                     |  | Résultat |
| 1982  | Championnat du monde junior | 7  | 1  | 0 | 1 | 6   | 6e place                |  |          |
| 1982  | Championnat du monde        | 7  | 1  | 0 | 1 | 4   | 8e place                |  |          |
| 1984  | Coupe Canada                | 6  | 0  | 2 | 2 | 0   | Défaite en demi-finales |  |          |
| 1986  | Championnat du monde        | 10 | 2  | 6 | 8 | 4   | 6e place                |  |          |
| 1987  | Coupe Canada                | 5  | 0  | 2 | 2 | 4   | 5e place                |  |          |
| 1989  | Championnat du monde        | 7  | 3  | 4 | 7 | 2   | 6e place                |  |          |
| 1996  | Coupe du monde              | 1  | 0  | 1 | 1 | 0   | Vainqueur               |  |          |
| 2000  | Championnat du monde        | 7  | 2  | 3 | 5 | 0   | 5e place                |  |          |
| 2001  | Championnat du monde        | 9  | 0  | 1 | 1 | 4   | 4e place                |  |          |
| 2002  | Jeux olympiques             | 6  | 1  | 4 | 5 | 0   | Médaille d'argent       |  |          |
| 2003  | Championnat du monde        | 6  | 1  | 1 | 2 | 4   | 13e place               |  |          |

## Trophées et honneurs personnels
- 1982-1983 : nommé dans l'équipe d'étoiles des recrues de la LNH.
- 1983-1984 : participe au 36e Match des étoiles de la LNH.
- 1988-1989 : participe au 40e Match des étoiles de la LNH.
- 1989-1990 : participe au 41e Match des étoiles de la LNH.
- 1990-1991 : participe au 42e Match des étoiles de la LNH.
- 1991-1992 : 
  - participe au 43e Match des étoiles de la LNH.
  - nommé dans la deuxième équipe d'étoiles de la LNH.
- 1992-1993 : participe au 44e Match des étoiles de la LNH.
- 1996-1997 : vainqueur de la Coupe du monde avec l'équipe des États-Unis.
- 1999-2000 : participe au 50e Match des étoiles de la LNH.
- 2007-2008 : remporte le trophée Lester-Patrick pour les services rendus au hockey aux États-Unis.